# Joseph Roumanille

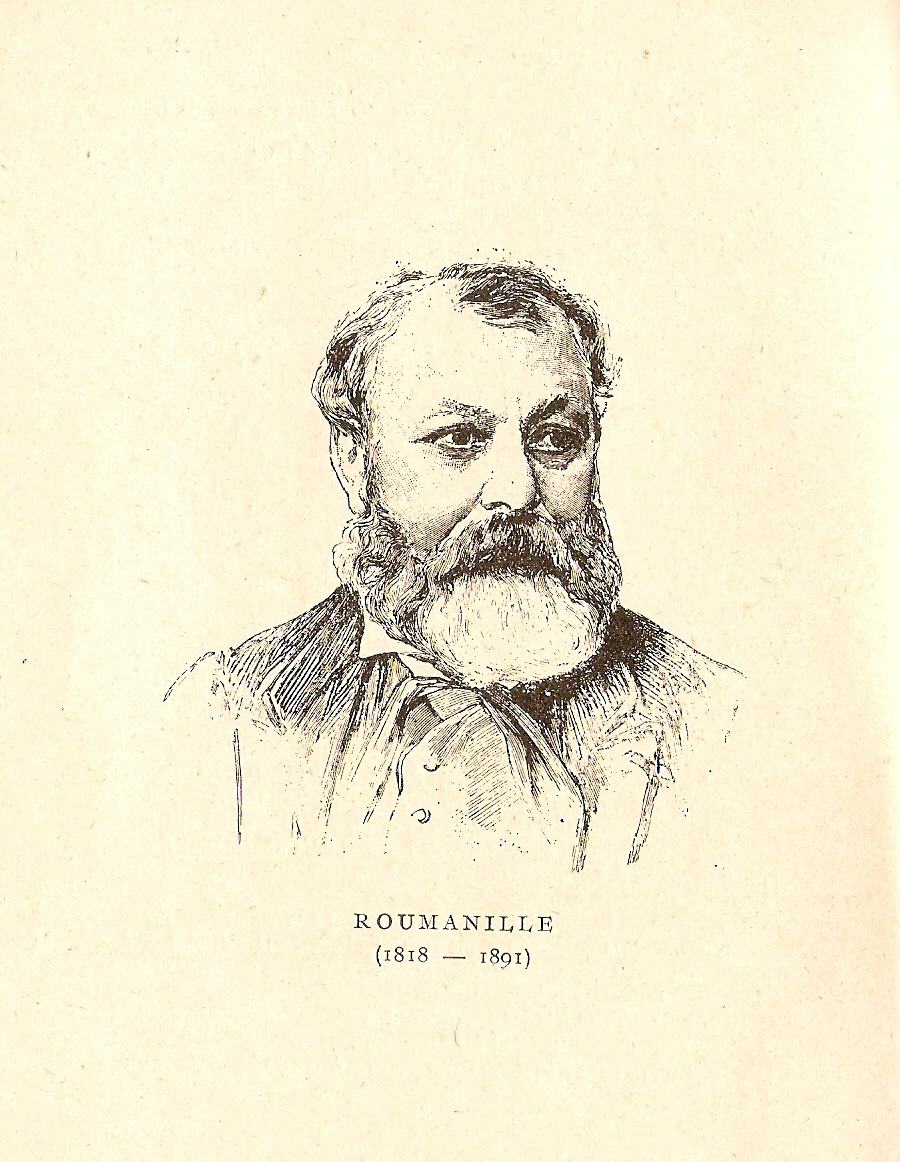
Joseph Roumanille

Joseph Roumanille (* 8. August 1818 in Saint-Rémy-de-Provence; † 24. Mai 1891 in Saint-Rémy-de-Provence) war ein französischer Autor, Buchhändler, Verleger, Romanist und Provenzalist, Gründungsmitglied des Félibrige.

## Leben und Werk
Roumanille besuchte das Gymnasium in Tarascon und war dort (nach dem Verzicht auf eine Priesterlaufbahn) von 1836 bis 1839 Notarsgehilfe. Er trat 1836 mit dem provenzalischen Autor Joseph Desanat (1796–1873, aus Tarascon) in Kontakt und war 1841 Gründungsmitglied dessen Zeitschrift Lou Boui-Abaisso, welche ihre Nachrichten in provenzalischen Versen abfasste. Roumanille arbeitete dann als Pädagoge in Pensionaten, in Nyons, später als Repetitor in Avignon. Dort traf er 1845 mit 26 Jahren auf den 14-jährigen Schüler Frédéric Mistral, eine Begegnung, die neun Jahre später am 21. Mai 1854 zur Gründung des Félibrige führen sollte.
Roumanille gab 1852 einen ersten Sammelband der neuprovenzalischen Dichter heraus (Li Prouvençalo) und veranstaltete im gleichen Jahr mit Jean-Baptiste Gaut (1819–1891) den Kongress von Arles, der die Dichter erstmals zusammenführte. Ab 1855 gab Roumanille mit Mistral das Jahrbuch L’Armana prouvençau (Der provenzalische Almanach) heraus, machte sich 1856 (nach Korrektordiensten in der Druckerei von François Seguin) als Buchhändler und Verleger selbständig und verlegte 1859 Mistrals Epos Mirèio, sowie Werke in französischer und provenzalischer Sprache. Ab 1862 war er Sekretär des nunmehr als Verein konstituierten Félibrige, 1876 wurde er (im wiederum neu organisierten Félibrige) Majoral, 1888 (in der Nachfolge von Mistral) dessen zweiter Capoulié (Präsident). Roumanille war unter den frühen Mitgliedern des Félibrige der aktivste Organisator.
Roumanille publizierte zwei schmale Gedichtbände, war aber vor allem Erzähler. Er gilt als der Begründer der modernen provenzalischen Prosa.
Roumanille war der Schwager des Schriftstellers Félix Gras (1844–1901).

## Werke (Auswahl)
- Li Margarideto, Paris 1847 (Poesie)
- Li Sounjarello, Avignon 1852 (Poesie)
- (Hrsg.) Li Prouvençalo (Les Provençales), Avignon 1852 (Poesie; Vorwort von Saint-René Taillandier; mit Glossar)
- La part dau Bon Diéu, Avignon 1853 (darin: Dissertation sur l’orthographe provençale)
- Lis oubreto 1835–1859, Avignoun 1860 (Vorwort von Jean Reboul)
- Lis oubreto en proso, Avignoun 1864
- Lis oubreto en vers, Avignon 1864 (Vorwort von Armand de Pontmartin 1811–1890), 1892; hrsg. von Paul Mariéton (1862–1911), 1903
- Li Conte Prouvençau, Avignon 1884, 1889, 1908; Contes Provençaux, Paris 1911 (zweisprachig); 6. Auflage, Paris/Avignon 1927 (Vorwort von Frédéric Charpin 1883–1914); Raphèle-lès-Arles 1978, Nîmes 2000, Mounenh 2006 (italienisch: Racconti provenzali, Mailand 1913, Lanciano 1915, 1927; katalanisch: Martorell 2010)